# Christine Mothes
Christine Mothes (* 20. Jahrhundert) ist eine deutsche Sopranistin und Flötistin. Ihr musikalischer Schwerpunkt liegt auf der Musik des 13. bis 15. Jahrhunderts.

## Leben und Werk
Christine Mothes studierte Gesang und Blockflöte an der Hochschule für Musik und Theater „Felix Mendelssohn Bartholdy“ Leipzig bei Robert Ehrlich (Blockflöte) und an der Escola Superior de Música de Catalunya bei Pedro Memelsdorff (Blockflöte) und Marta Almanjano (Gesang). Anschließend absolvierte sie ein Gesangsstudium bei Gundula Anders und Marek Rzepka mit Schwerpunkt Alte Musik/Historische Aufführungspraxis ebenfalls in Leipzig. Darüber hinaus absolvierte sie zahlreiche Meisterkurse und Fortbildungen, vor allem zur Aufführungspraxis mittelalterlicher Musik unter anderem bei Benjamin Bagby, Kees Boeke, Jill Feldman und Marc Lewon. 2009 gewann sie mit dem Ensemble Metro Marina den Förderpreis Alte Musik des Saarländischen Rundfunks und der Fritz Neumeyer Akademie für Alte Musik im Saarland e.V. Von 2016 bis 2017 wirkte sie im Rahmen eines Lehrauftrages an der Hochschule für Musik Leipzig.
2009 gründete Christine Mothes zusammen mit der Fidelspielerin Karen Marit Ehlig das Ensemble für Alte Musik La Mouvance, mit dem sie bei zahlreichen Musikfestivals im In- und Ausland auftrat. Dem Ensemble gehören weiterhin die Musikerinnen Anne Freitag (Flöten) und Miyoko Ito-Erhardt (Fidel) an. Darüber hinaus arbeitete Christine Mothes mit zahlreichen anderen Ensembles der Alten Musik wie beispielsweise dem Ensemble Per-Sonat der Sängerin Sabine Lutzenberger zusammen. Aus dieser Zusammenarbeit resultierten mehrere CD- und Radioeinspielungen unter anderem bei den Labeln harmonia mundi, Genuin und Christophorus sowie beim Deutschlandfunk und SWR2. Mit dem Ensemble Sequentia präsentierte Christine Mothes auf einer ausgedehnten Tournee durch die USA die Musik Hildegard von Bingens. Christine Mothes konzertierte unter anderem mit Benjamin Bagby (Sequentia), Helmuth Rilling (Internationale Bachakademie Stuttgart), Reinhard Goebel und Michael Schönheit (Merseburger Hofmusik).